# Poclain Hydraulics
Poclain Hydraulics è un'azienda francese produttrice di componenti e sistemi per applicazioni idrauliche.

## Storia
Poclain vede le sue origini il 1º maggio 1927 ad opera di George Bataille ed Antoine Léger con il nome di Société Bataille et Léger. L'azienda, che si occupa di manutenzione e riparazione di macchine agricole e vendita carburanti, cessa di esistere nel 1929 con la morte di Léger. Il 12 dicembre 1930 l'azienda cambia nome in Ateliers de Poclain. Il cambiamento di gestione e la seguente diversificazione porta ad accordi di marketing internazionali; la produzione di macchine Poclain ha sede in Argentina, Cecoslovacchia, India, Giappone e Corea.
Particolarmente attiva nella produzione di escavatori idraulici, Poclain cede nel 1974 questa divisione all'americana Case a sua volta conferita poi in CNH Global, divisione del gruppo Fiat.
Poclain ha conservato le sole produzioni strettamente idrauliche fondando nel 1976 Poclain Hydraulics.